# Список Народных героев Югославии/Ш
В настоящем списке в алфавитном порядке представлены все Народные герои Югославии, чьи фамилии начинаются с буквы «Ш» (всего 52 человека). В списке указаны даты присвоения звания и даты жизни Героев.
- Серым цветом в таблице выделены Герои, награждённые орденом Народного героя посмертно.

## Список Народных героев Югославии, фамилии которых начинаются с «Ш»
| № п/п | Фото | Фамилия, Имя       | Дата присвоения звания | Годы жизни                        |
| ----- | ---- | ------------------ | ---------------------- | --------------------------------- |
| 1238  |      | Шабани, Байрам     | 10 декабря 1953        | 14 октября 1922 — 14 октября 1941 |
| 1239  |      | Шакич, Милан       | 24 июля 1953           | 24 января 1915 — 1 августа 1971   |
| 1240  |      | Шакич, Никола      | 20 декабря 1951        | 13 марта 1916 — 11 сентября 1941  |
| 1241  |      | Шакотич, Радован   | 26 июля 1945           | 15 мая 1916 — 5 мая 1945          |
| 1242  |      | Шаранович, Милован | 25 октября 1943        | 20 ноября 1913 — 30 июля 1943     |
| 1243  |      | Шарац, Милан       | 5 июля 1951            | 1917 — 7 июня 1943                |
| 1244  |      | Шаренац, Данило    | 5 июля 1951            | 27 января 1913 — 2 сентября 1943  |
| 1245  |      | Шарич, Анте        | 20 декабря 1951        | 21 сентября 1913 — 2 марта 1943   |
| 1246  |      | Шарх, Алфонз       | 22 июля 1953           | 1893—1943                         |
| 1247  |      | Шашич, Ефто        | 27 ноября 1953         | 17 августа 1917 — 26 ноября 1998  |
| 1248  |      | Шегрт, Владо       | 20 декабря 1951        | 18 декабря 1907 — 1 августа 1991  |
| 1249  |      | Шентюрц, Лидия     | 27 ноября 1953         | 18 марта 1911 — 25 декабря 2000   |
| 1250  |      | Шербанович, Йован  | 14 декабря 1949        | 1919—1944                         |
| 1251  |      | Шерич, Фадил       | 24 июля 1953           | 1914 — 6 июня 1942                |
| 1252  |      | Шерцер, Любомир    | 25 октября 1943        | 1 августа 1915 — 22 декабря 1941  |
| 1253  |      | Шешко, Йоже        | 27 ноября 1953         | 4 декабря 1908 — 11 мая 1942      |
| 1254  |      | Шибеля, Антон      | 14 декабря 1949        | 1914—1945                         |
| 1255  |      | Шибл, Иван         | 20 декабря 1951        | 28 октября 1917 — 30 марта 1989   |
| 1256  |      | Шиян, Милан        | 20 декабря 1951        | 15 сентября 1941—2004             |
| 1256  |      | Шилц, Майда        | 19 июня 1945           | 17 марта 1923 — 14 июля 1944      |
| 1257  |      | Шиляк, Энвер       | 20 декабря 1951        | 15 августа 1919 — 5 сентября 1941 |
| 1258  |      | Шилегович, Бошко   | 20 декабря 1951        | 6 мая 1915 — 2 марта 1990         |
| 1259  |      | Шипка, Ранко       | 26 июля 1949           | 1 октября 1917 — 7 ноября 1944    |
| 1260  |      | Широла, Витомир    | 20 декабря 1951        | 16 сентября 1916 — 9 марта 1957   |
| 1261  |      | Шишкович, Радмила  | 20 декабря 1951        | 6 сентября 1923 — 3 мая 1943      |
| 1262  |      | Шкапин, Михаела    | 4 сентября 1953        | 29 сентября 1924 — 15 ноября 1943 |
| 1263  |      | Шкорпик, Велимир   | 8 сентября 1952        | 2 апреля 1919 — 7 ноября 1943     |
| 1264  |      | Шкунддрич, Петар   | 26 июля 1945           | 1917—1941                         |
| 1265  |      | Шландер, Славко    | 26 июля 1945           | 20 июня 1917 — 24 августа 1941    |
| 1266  |      | Шобар, Милка       | 20 декабря 1951        | 29 декабря 1922 — 17 августа 1943 |
| 1267  |      | Шолая, Симо        | 7 августа 1942         | 1905 — 13/14 августа 1942         |
| 1268  |      | Шоти, Пал          | 27 ноября 1953         | 16 января 1916 — 21 апреля 1993   |
| 1269  |      | Шпаль, Милан       | 24 июля 1953           | 1918 — июль 1943                  |
| 1270  |      | Шпанович, Илия     | 20 декабря 1951        | 30 апреля 1918 — 10 марта 1943    |
| 1271  |      | Шпанович, Томица   | 27 ноября 1953         | апрель 1914 — ноябрь 1942         |
| 1272  |      | Шперац, Ловро      | 24 июля 1953           | 1906—1941                         |
| 1273  |      | Шпиляк, Мика       | 27 ноября 1953         | 28 ноября 1916 — 18 мая 2007      |
| 1274  |      | Штайнбергер, Адолф | 27 июля 1953           | 15 февраля 1916 — 3 марта 1943    |
| 1275  |      | Штекович, Лазар    | 15 ноября 1944         | 10 ноября 1924 — 22 марта 1952    |
| 1276  |      | Штрок, Изидор      | 27 ноября 1953         | 24 апреля 1911 — 2 июня 1984      |
| 1277  |      | Штоковац, Йован    | 5 июля 1952            | 2 марта 1922 — 14 июля 1992       |
| 1278  |      | Штулич, Мирко      | 27 ноября 1953         | 5 февраля 1914 — 14 июля 1942     |
| 1279  |      | Шуменяк, Слободан  | 27 ноября 1953         | 11 июля 1923 — 20 октября 1944    |
| 1280  |      | Шумоня, Милош      | 23 июня 1953           | 23 сентября 1918 — 22 марта 2006  |
| 1281  |      | Шупич, Обрен       | 27 ноября 1953         | 1907 — март 1943                  |
| 1282  |      | Шупица, Раде       | 24 июля 1953           | 14 февраля 1902 — 12 июля 1942    |
| 1283  |      | Шуран, Йозо        | 20 декабря 1951        | 5 апреля 1890 — май 1944          |
| 1284  |      | Шубрат, Бранко     | 27 ноября 1953         | 6 мая 1920 — 23 мая 1943          |
| 1285  |      | Шуркало, Динко     | 27 ноября 1953         | 13 июля 1920 — 19 октября 2010    |
| 1286  |      | Шурлан, Гойко      | 24 июля 1953           | 12 июля 1909 — 3 февраля 1951     |
| 1287  |      | Шчекич, Владимир   | 27 ноября 1953         | 7 мая 1917 — 29 октября 2004      |
| 1288  |      | Шчепанович, Ефто   | 27 ноября 1953         | 25 января 1911 — 7 августа 1978   |